# Artsciencefactory
Le projet interactif Artsciencefactory a pour objectif de susciter un dialogue entre artistes, scientifiques et citoyens. Il a été conçu par la Communauté d'agglomération du plateau de Saclay (CAPS), Scientipôle Savoirs et Société (S(cube)) et le Centre André Malraux de Sarajevo (CAM). Il est soutenu par le Conseil régional d'Île-de-France.

## Concept
Le projet Artsciencefactory vise à "rapprocher scientifiques et artistes, pour qu’ils échangent leurs expériences" et que chacun s'approprie "les œuvres et recherches des uns et des autres" . Des contributions des deux mondes seront mises en valeur par le projet, à l'instar du travail du chercheur Jean-Marc Chomaz qui raconte "avoir travaillé avec des artistes sur l’idée de sculpter la surface de l’eau, ce qui est devenu une composition musicale où l’eau réagissait aux infrasons".
Plus largement, Artsciencefactory propose la découverte, et dans certains cas la possibilité de transformer (remix) œuvres et travaux nés sous le signe de la recherche au sens large : recherche créative dans tous les domaines artistiques, recherche savante dans tous champs scientifiques, recherche de meilleures conditions de vivre ensemble.

## Modalités
Le projet Artsciencefactory a pour principales modalités d’existence :
- le site internet
- l’organisation de manifestations publiques (festivals, colloques, ateliers, expositions, conférences…) sur le Plateau de Saclay en Île-de-France, en partenariat avec les institutions situées sur ce territoire.

Artsciencefactory est animé par Jean-Michel Frodon (Rédacteur en chef du site, CAM), Carole Prevoteau (CAPS) et Florian Delcourt (Scientipôle Savoirs & Société). Il a vocation à créer des liens avec des partenaires en France et en Europe. Il est d’ores et déjà étroitement associé à la démarche du Centre André Malraux de Sarajevo.

## Site internet

### Plateforme collaborative
L'ensemble des contenus publiés sur le site l'est sous licence Creative Commons ce qui permet de passer de spectateur à créateur. "L’objectif est de rapprocher artistes reconnus et amateurs imaginatifs, en respectant toujours l’œuvre originale. Une pratique à la fois ludique et stimulante." À cette fin, un certain nombre d'outils de création multimédia (dessin, vidéo) sont recensés et décrits sur le site.
Le projet Artsciencefactory existe et se développe grâce aux contributions de nombreux artistes, de nombreux chercheurs, et à la possibilité pour tous les internautes de commenter ou de modifier leurs propositions. Il invite à s’en inspirer pour créer leurs propres œuvres, évaluer les effets des propositions existantes, les critiquer, susciter de nouvelles hypothèses, de nouvelles idées, de nouvelles formes, de nouvelles réflexions, de nouvelles relations entre les disciplines, et surtout entre les personnes. Il permet l’expression créative et la matérialise dans une démarche évolutive.
La plate-forme présente en janvier 2013 un nouvel aspect et de nouvelles fonctionnalités, permettant des mises en relation plus aisées entre les membres de la plate-forme et une meilleure visibilité des projets.

## Manifestations publiques
La question du paysage est "l’élément déterminant de l’édition 2010/2011" d'Artsciencefactory :
« La création de jardins, sur le  plateau de Saclay, sera confiée à Gilles Clément. D’octobre 2010 à juin 2011, lui et ses équipes présenteront leur démarche de travail sur artsciencefactory.fr, et chacun pourra suivre les étapes de création d’un jardin sur le territoire.

Cette création paysagère s’inscrira comme un acte de résistance pour que le plateau de Saclay ne soit pas une Silicon Valley froide mais conserve son âme végétale, un acte de résistance partagé par tous.  Elle sera le fruit des échanges menés sur la plateforme web et dans les ateliers avec les habitants, acteurs locaux, artistes et chercheurs. Elle permettra aussi de créer un pont nouveau avec la Bosnie-Herzégovine et le Centre André Malraux de Sarajevo, en s’inspirant du projet des Jardins de Stolac. »
En 2012, l'écrivain François Bon est accueilli en résidence pour 10 mois l'association S[cube]. Accompagné d'un membre de l'association, il va chaque semaine à la rencontre de scientifiques dans leur laboratoire. Les textes issus de ces rencontres se répartissent entre descriptions, portraits, itinéraires, histoires et fictions. Ils sont publiés simultanément sur le site personnel de l'auteur et le site du projet Artsciencefactory.
L'exposition 2012, présentée à Palaiseau, est dénommée "Expérience#territoire". Pour cette deuxième édition, artistes et scientifiques proposent, au travers de la cartographie, mais aussi de la littérature, de la photographie et du son, de découvrir autrement le territoire du plateau de Saclay. Avec l'écrivain François Bon, le paysagiste Gilles Clément, le scientifique Jean-Marc Chomaz, et les artistes Antoine Vialle, Sylvain Gouraud et Axel Villard-Faure.

## Labellisation
Le projet Artsciencefactory possède le label Paris Métropole, décerné par Paris Métropole afin de distinguer 110 initiatives "innovantes, partenariales, participatives, transversales et coopératives, et portent des valeurs d’hospitalité, de partage et d’attractivité".